# 스플릿 플랩 디스플레이

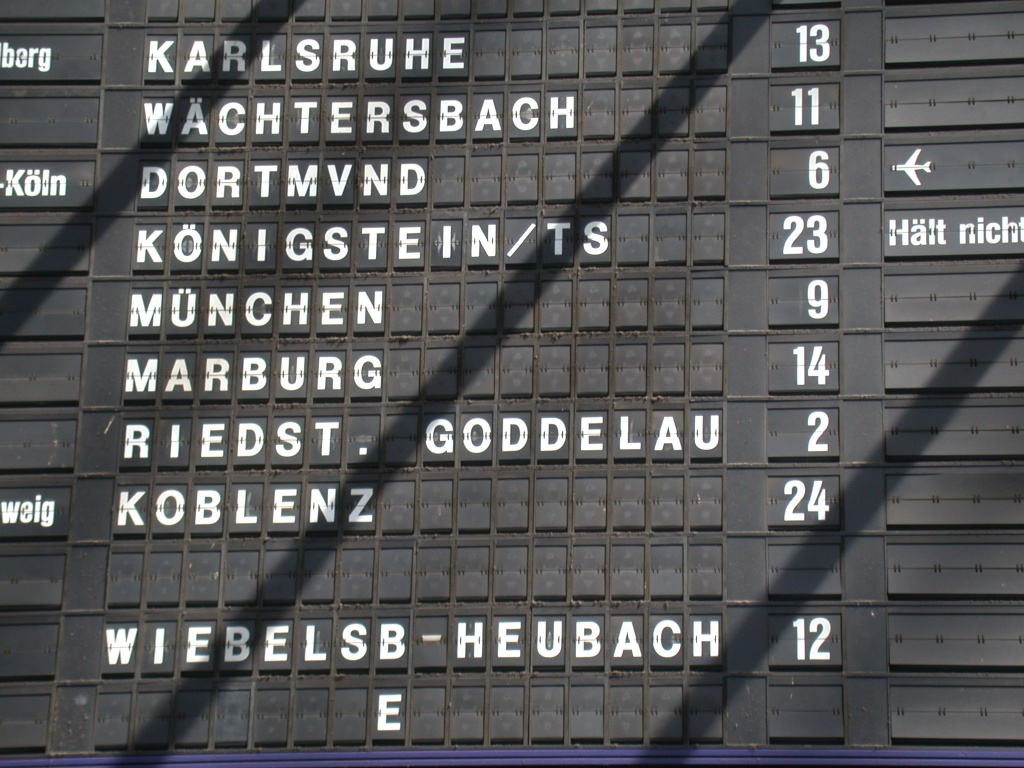
프랑크푸르트(메인) 중앙역(Hauptbahnhof)의 분할 플랩 디스플레이 보드 섹션(2005년)

스플릿 플랩 디스플레이(split-flap display) 또는 플랩 디스플레이(flap display)는 변경 가능한 영숫자 문자를 표시하고 경우에 따라 고정 그래픽을 표시하는 디지털 전자기계 디스플레이 장치이다.
공항이나 기차역에서 대중 교통 시간표로 자주 사용되므로 이탈리아 디스플레이 제조업체인 솔라리 디 우디네(Solari di Udine)의 이름을 따서 솔라리 보드라고 부르거나, 중앙 유럽 국가에서는 체코 제조업체의 이름을 따서 프라고트론(Pragotron)이라고 한다.
스플릿 플랩 디스플레이는 한때 플립 시계로 알려진 소비자 디지털 시계에 일반적으로 사용되었다.